# I liga 2017-2018
La I liga 2017-2018, conosciuta anche come Nice I liga 2017-2018 per ragioni di sponsor, è stata la 70ª edizione della seconda serie del campionato polacco di calcio. Il torneo è iniziato il 29 luglio 2017 ed è terminato il 2 giugno 2018. Il Miedź Legnica, si è laureato campione, venendo promosso assieme allo Zagłębie Sosnowiec in Ekstraklasa.

## Squadre partecipanti
| Squadra                    | Città         | Stadio                                                     | Capienza |
| -------------------------- | ------------- | ---------------------------------------------------------- | -------- |
| Bytovia Bytów              | Bytów         | Stadion MOSiR                                              | 2 043    |
| Chojniczanka Chojnice      | Chojnice      | Stadio municipale                                          | 3 000    |
| Chrobry Głogów             | Głogów        | Stadio Chrobego                                            | 2 817    |
| GKS Katowice               | Katowice      | Stadion GKS Katowice                                       | 9 511    |
| GKS Tychy                  | Tychy         | Stadio municipale                                          | 15 300   |
| Górnik Łęczna              | Łęczna        | Stadion Górnika Łęczna                                     | 7 226    |
| Miedź Legnica              | Legnica       | Stadion im. Orła Białego                                   | 6 194    |
| Odra Opole                 | Opole         | Stadio municipale                                          | 4 250    |
| Olimpia Grudziądz          | Grudziądz     | Stadion Miejski im. Bronisława Malinowskiego               | 5 500    |
| Podbeskidzie Bielsko-Biała | Bielsko-Biała | Stadio municipale                                          | 15 316   |
| Pogoń Siedlce              | Siedlce       | Stadion Regionalnego Ośrodka Sportu                        | 2 901    |
| Puszcza Niepołomice        | Niepołomice   | Stadio municipale                                          | 2 118    |
| Raków Częstochowa          | Częstochowa   | Stadio municipale                                          | 4 200    |
| Ruch Chorzów               | Chorzów       | Stadion Ruchu Chorzów                                      | 9 300    |
| Stal Mielec                | Mielec        | Stadio del Centro sportivo e ricreativo comunale di Mielec | 6 800    |
| Stomil Olsztyn             | Olsztyn       | Stadio OSiR                                                | 3 500    |
| Wigry Suwałki              | Suwałki       | Stadio municipale                                          | 3 060    |
| Zagłębie Sosnowiec         | Sosnowiec     | Stadio Ludowy                                              | 7 500    |

## Classifica finale
|  | Pos. | Squadra               | Pt | G  | V  | N  | P  | GF | GS | DR  |
|  | ---- | --------------------- | -- | -- | -- | -- | -- | -- | -- | --- |
|  | 1.   | Miedź Legnica         | 63 | 34 | 17 | 12 | 5  | 53 | 27 | +26 |
|  | 2.   | Zagłębie Sosnowiec    | 58 | 34 | 17 | 7  | 10 | 46 | 32 | +14 |
|  | 3.   | Chojniczanka Chojnice | 56 | 34 | 16 | 8  | 10 | 48 | 33 | +15 |
|  | 4.   | GKS Tychy             | 55 | 34 | 16 | 7  | 11 | 41 | 40 | +1  |
|  | 5.   | GKS Katowice          | 54 | 34 | 16 | 6  | 12 | 44 | 34 | +10 |
|  | 6.   | Wigry Suwałki         | 52 | 34 | 15 | 7  | 12 | 40 | 37 | +3  |
|  | 7.   | Raków Częstochowa     | 51 | 34 | 14 | 9  | 11 | 50 | 40 | +10 |
|  | 8.   | Stal Mielec           | 51 | 34 | 14 | 9  | 11 | 51 | 46 | +5  |
|  | 9.   | Podbeskidzie          | 46 | 34 | 11 | 13 | 10 | 37 | 37 | 0   |
|  | 10.  | Chrobry Głogów        | 46 | 34 | 12 | 10 | 12 | 46 | 47 | -1  |
|  | 11.  | Odra Opole            | 45 | 34 | 12 | 9  | 13 | 37 | 43 | -6  |
|  | 12.  | Puszcza Niepołomice   | 44 | 34 | 11 | 11 | 12 | 38 | 38 | 0   |
|  | 13.  | Bytovia Bytów         | 40 | 34 | 10 | 10 | 14 | 36 | 45 | -9  |
|  | 14.  | Stomil Olsztyn(–1)    | 39 | 34 | 12 | 4  | 18 | 39 | 50 | -11 |
|  | 15.  | Pogoń Siedlce         | 38 | 34 | 9  | 11 | 14 | 42 | 50 | -8  |
|  | 16.  | Górnik Łęczna         | 35 | 34 | 8  | 11 | 15 | 29 | 42 | -5  |
|  | 17.  | Olimpia Grudziądz     | 31 | 34 | 7  | 10 | 17 | 24 | 37 | -12 |
|  | 18.  | Ruch Chorzów (–6)     | 27 | 34 | 9  | 6  | 19 | 35 | 58 | -43 |

Legenda:

      Promosse in Ekstraklasa 2018-2019

      Spareggio contro la quarta di II liga 2017-2018

      Retrocesse in II liga 2018-2019

- Il Ruch è stato penalizzato di sei punti per problemi finanziari.
- Lo Stomil Olsztyn è stato penalizzato di un punto per problemi finanziari.

Tre punti a vittoria, uno a pareggio, zero a sconfitta.
La classifica viene stilata secondo i seguenti criteri:
- Punti conquistati
- Punti conquistati negli scontri diretti
- Differenza reti negli scontri diretti
- Reti realizzate negli scontri diretti
- Goal fuori casa negli scontri diretti (solo tra due squadre)
- Differenza reti generale
- Reti totali realizzate
- Fair-play ranking

## Spareggio

### Partite
Lo spareggio si disputa con due partite andata e ritorno tra la quart'ultima squadra di I liga e la quarta di II liga con andata in casa della squadra di divisione più bassa.
|                    | Risultati |                    | Luogo e data            |
| ------------------ | --------- | ------------------ | ----------------------- |
| Garbarnia Cracovia | 1-1       | Pogoń Siedlce      | Cracovia, 9 giugno 2018 |
| Pogoń Siedlce      | 1-2       | Garbarnia Cracovia | Siedlce, 13 giugno 2018 |
|                    |           |                    |                         |

### Verdetti
- Pogoń Siedlce retrocesso in II liga 2018-2019.
- Garbarnia Cracovia promosso in I liga 2018-2019.

## Statistiche

### Classifica marcatori
| Gol |  |  | Giocatore      | Squadra            |
| --- |  |  | -------------- | ------------------ |
| 16  |  |  | Mateusz Machaj | Chrobry Głogów     |
| 14  |  |  | Szymon Lewicki | Zagłębie Sosnowiec |
| 13  |  |  | Patryk Klimala | Wigry Suwałki      |